# Eudule atrimorsa
Eudule atrimorsa là một loài bướm đêm trong họ Geometridae.